# Церква святого архістратига Михаїла (Литячі)
Церква святого архістратига Михаїла в Литячах — парафія і храм греко-католицької громади Товстенського деканату Бучацької єпархії Української греко-католицької церкви в селі Литячі Чортківського району Тернопільської области.

## Історія церкви
Церква, збудована греко-католицькою громадою у 1824 році, спочатку належала до УГКЦ.
З 1946 по 1960 рік парафія належала до РПЦ. У 1960 році державна влада закрила храм. Його відкрили у 1987 році в юрисдикції РПЦ.
У 1990 році громада села розділилася на греко-католиків та вірних ПЦУ. Храм перейшов до громади УАПЦ (нині ПЦУ).
Греко-католицька громада проводила богослужіння біля хреста, а взимку — у хаті Марії Степюк. У тому ж році була утворена парафія УГКЦ.
У 1997 році для греко-католицької громади збудували капличку. Її освятив о. митрат Володимир Війтишин.
У 2009 році апостольський адміністратор Бучацької єпархії Димитрій Григорак освятив престіл у цій каплиці.
При парафії діють Параманне братство та братство «Апостольство молитви». На території села є фігура Божої Матері та дві каплиці.

## Парохи
- о. Іван Сіцинський (до [1832]),
- о. Андрій Дасевиф ([1832]-1844, адміністратор),
- о. Микола Каплинський (1844—1845),
- о. Василь Антоневич (1845—1860),
- о. Константин Цепіль (1860—1861, адміністратор),
- о. Микола Сосенко (1861—1886+)
- о. Роман Тичинський,
- о. Лазар Боднарук,
- о. Франчук,
- о. Олександрович,
- о. Нікіфіров,
- о. Степан Чир (1965—1988),
- о. Петро Дачок (1988—1990),
- владика Павло Василик (до 1992),
- о. Іван Сеньків,
- о. Тарас Сеньків,
- о. Володимир Війтишин,
- о. Михайло Вітовський (з 1992),
- о. Олексій Касіїрук (1990—2007),
- о. Петро Мельничишин (1998-1999),
- о. Михайло Вітовський (1999-2004),
- о. Степан Стрілецький (2004-2005),
- о. Михайло Вітовський (з 2005).
- о. Володимир Сталінічук (2007—2014),